# 光陽フェリー
光陽フェリー株式会社（こうようフェリー・朝鮮語：광양훼리 (주）は、韓国・光陽に本社を置く海運会社。山口県・下関港と韓国の全羅南道・光陽港を結ぶ「光陽フェリー」を2011年1月23日、就航させた。

## 概要
所要時間12時間～13時間で、就航当初は下関港に週2便のほか、北九州市の門司港に週1便が入出港した。日本側代理店はサンシャインフェリー（山口県下関市）。

## 就航船
就航した貨客船「GWANGYANG BEECH（クァンヤンビーチ・광양비츠）」号は1991年建造、1万5971トン、定員約700名。元ダイヤモンドフェリーの「スターダイヤモンド」号として神戸-松山-大分航路に就航していた。

## 略歴
2010年
5月18日、光陽市の公募で運営船会社に選定された「テリム海運・태림해운」が光陽フェリー株式会社を設立。
2011年
1月23日、第1便が韓国人ツアー客ら約500人を乗せて光陽港を出航。
1月24日、第1便が下関港へ入港。
3月11日、東日本大震災の影響で韓国人利用客が激減。
3月28日、門司港への入出港を取りやめ、下関港に入る週2便だけの運航となる。
2012年
2月23日、運休。

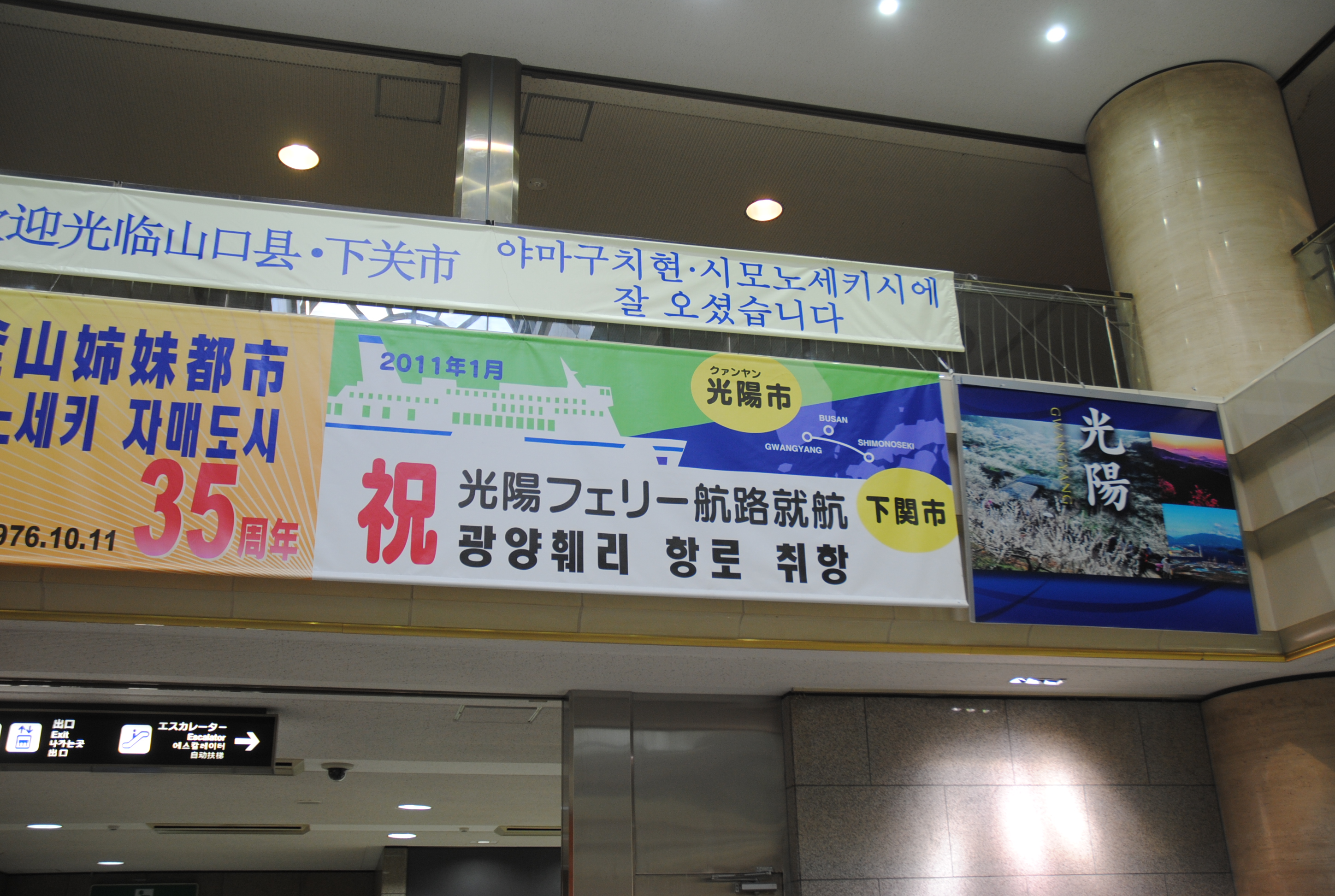
下関港国際ターミナルの横断幕
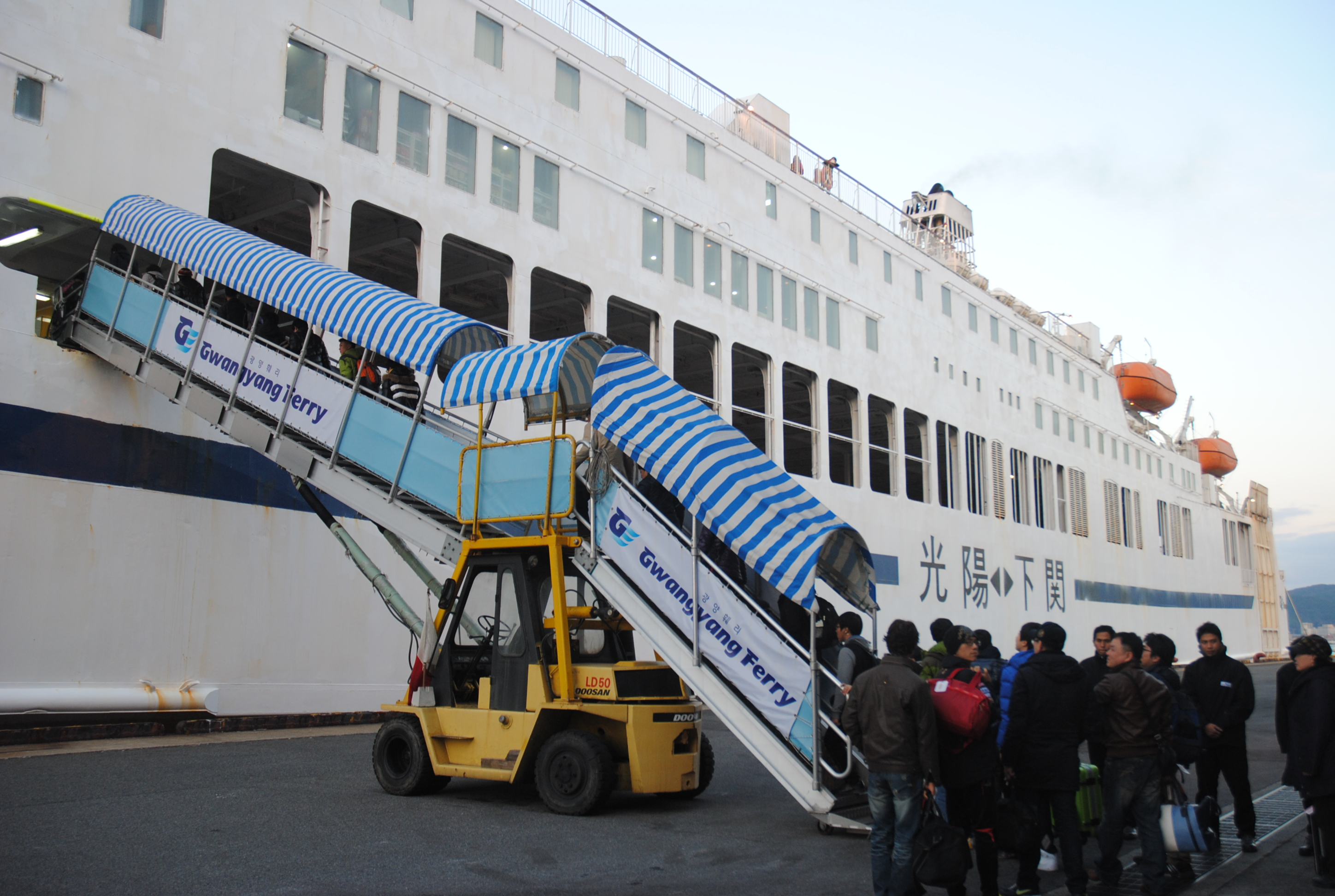
下関港に停泊するGWANGYANG BEECH号
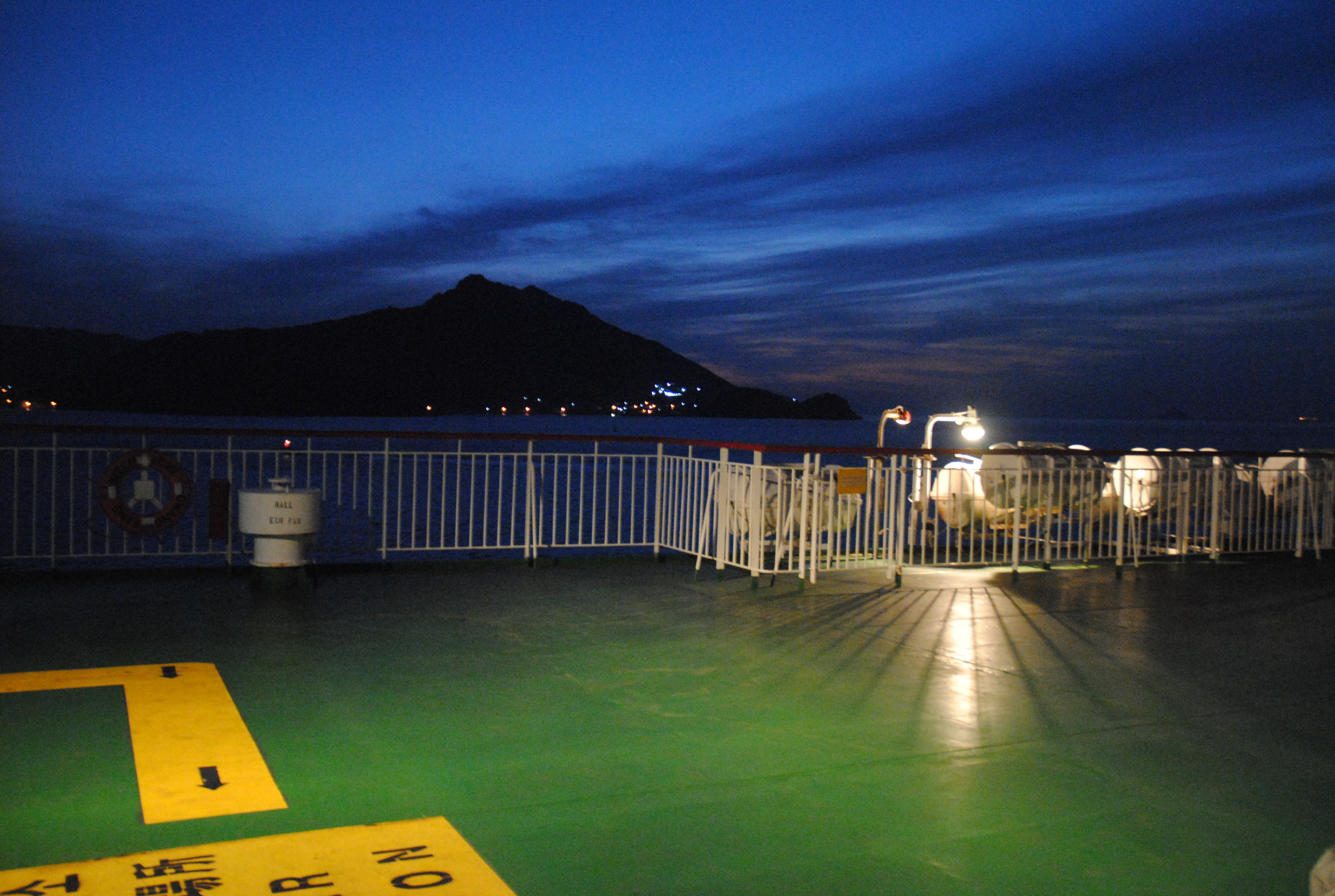
光陽湾を進むGWANGYANG BEECH
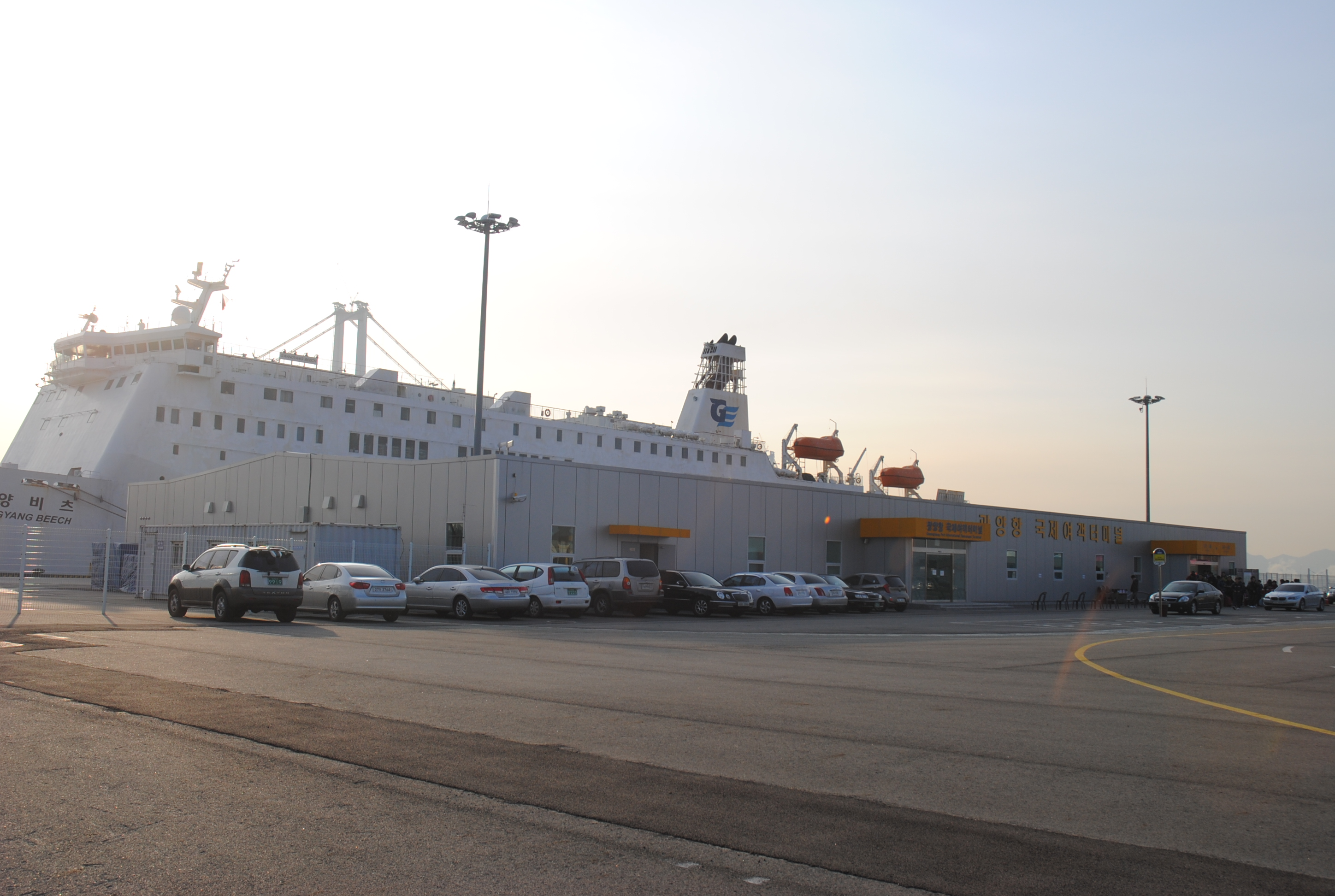
光陽港に停泊するGWANGYANG BEECH号
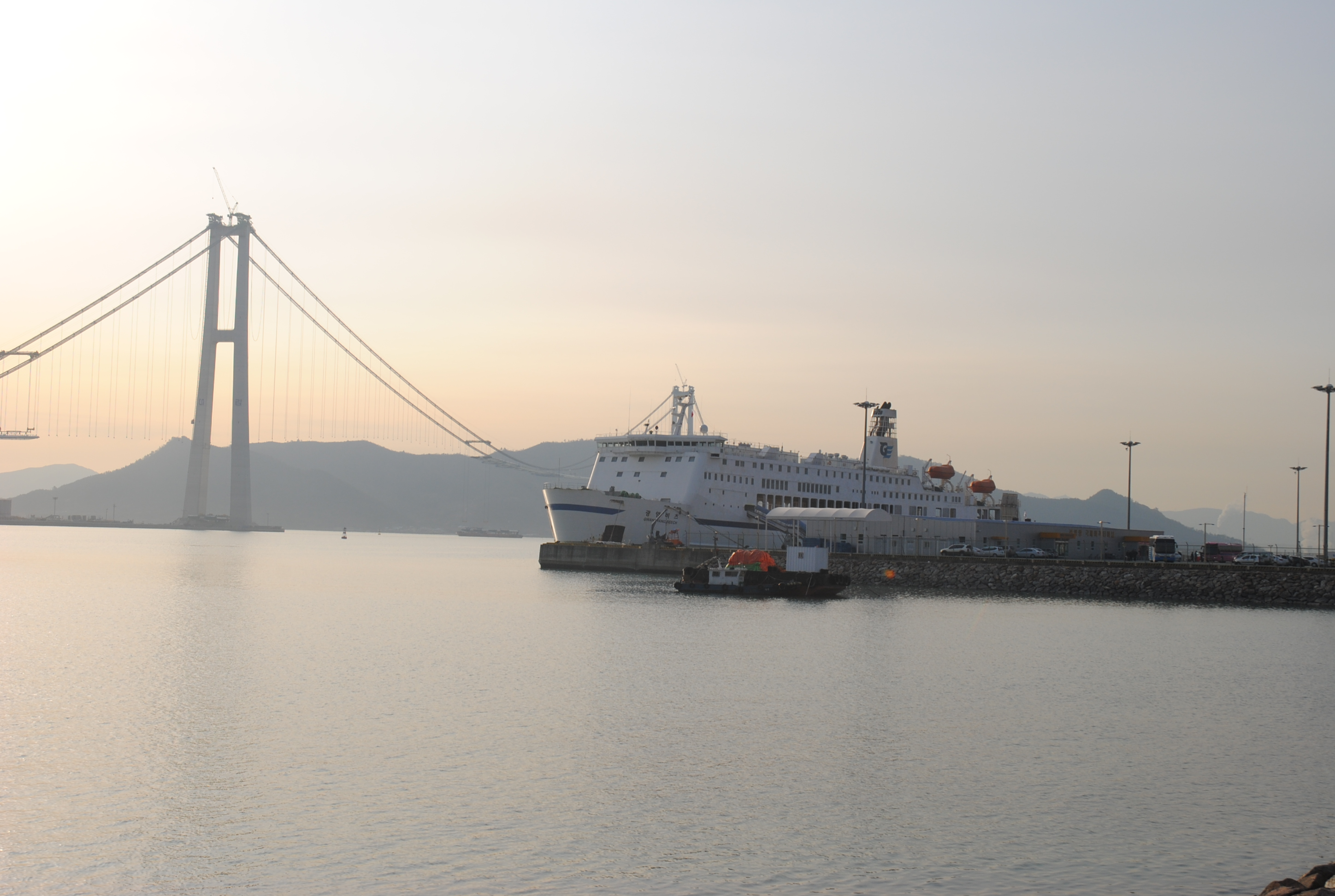
李舜臣大橋とGWANGYANG BEECH号
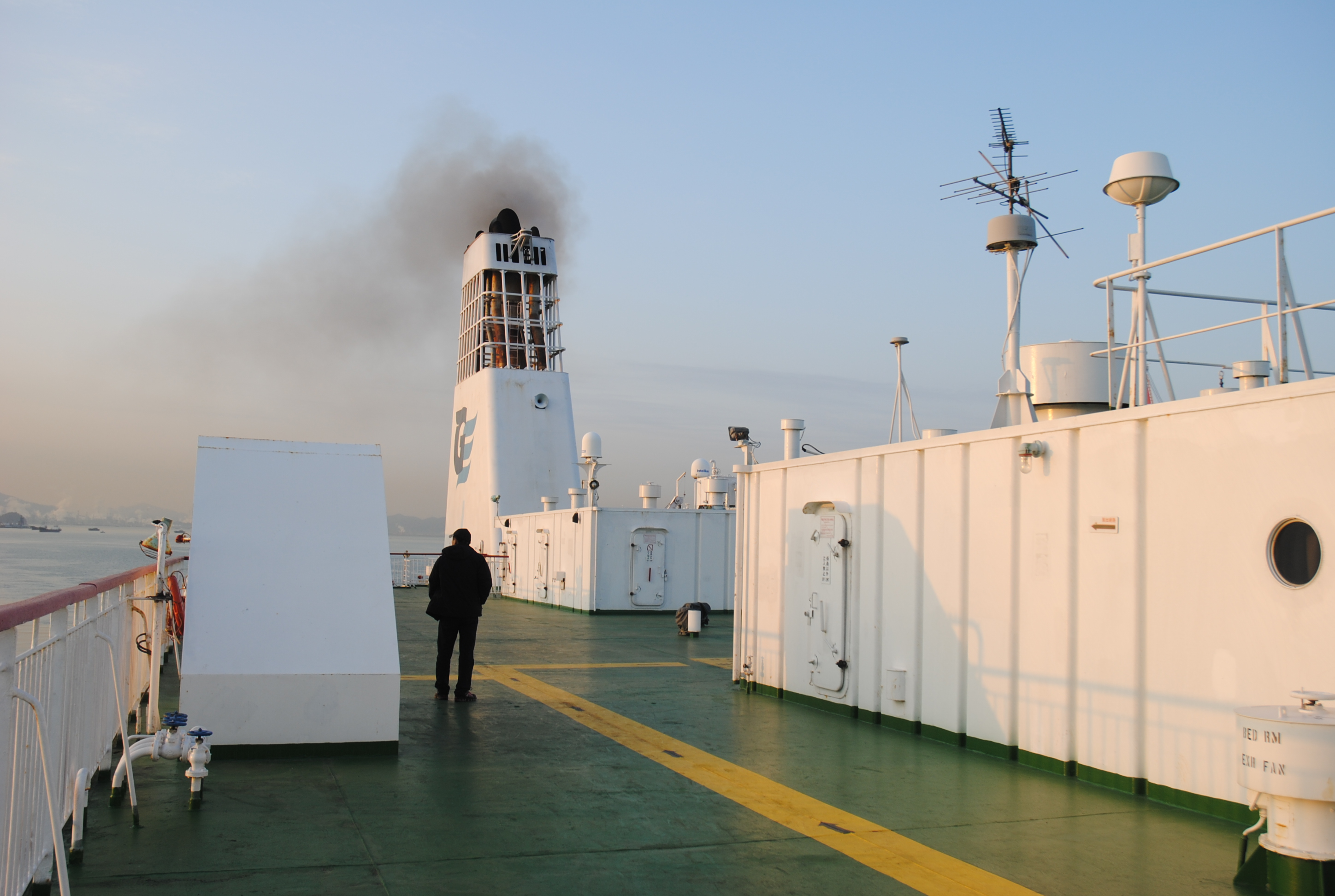
GWANGYANG BEECHの甲板
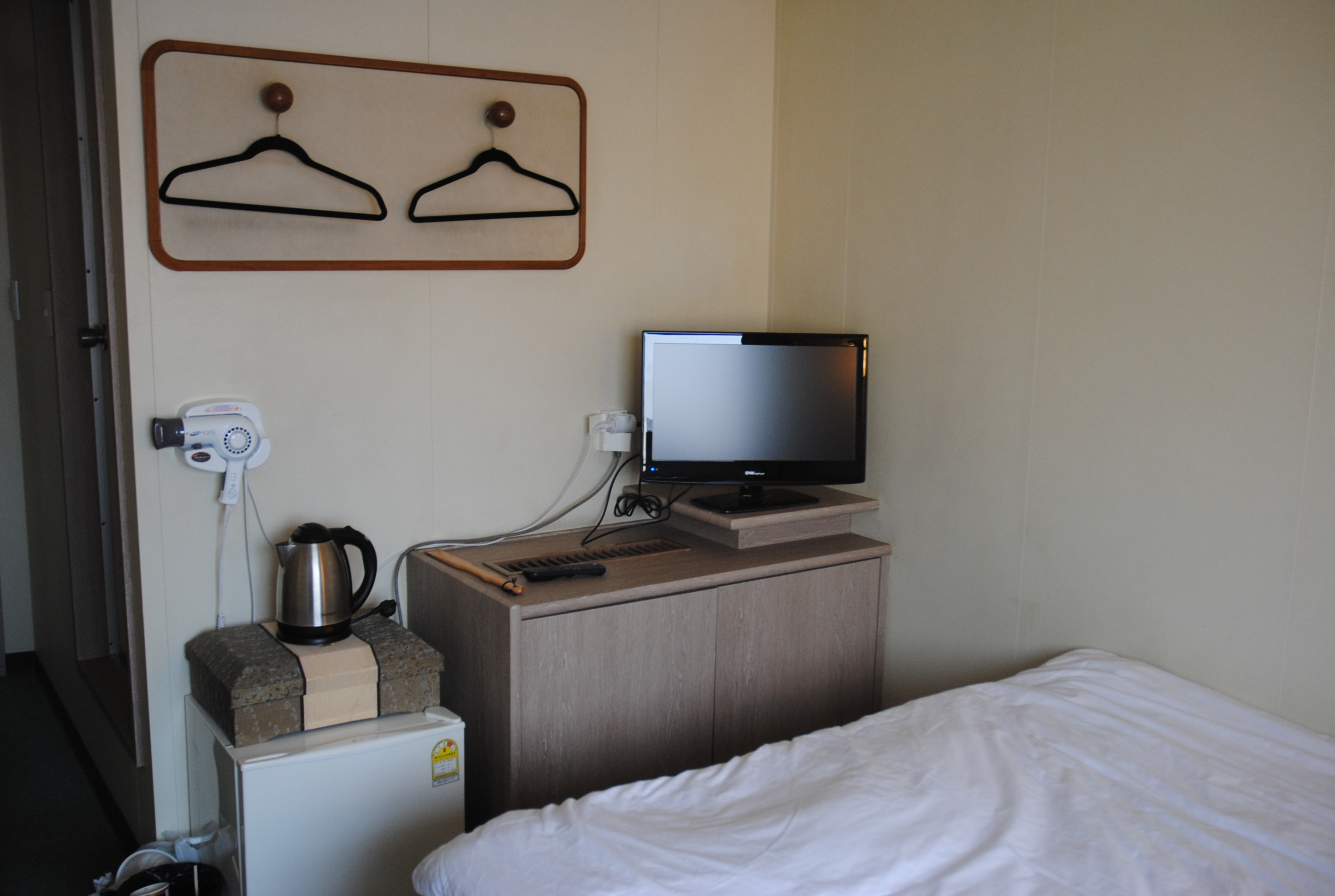
個室
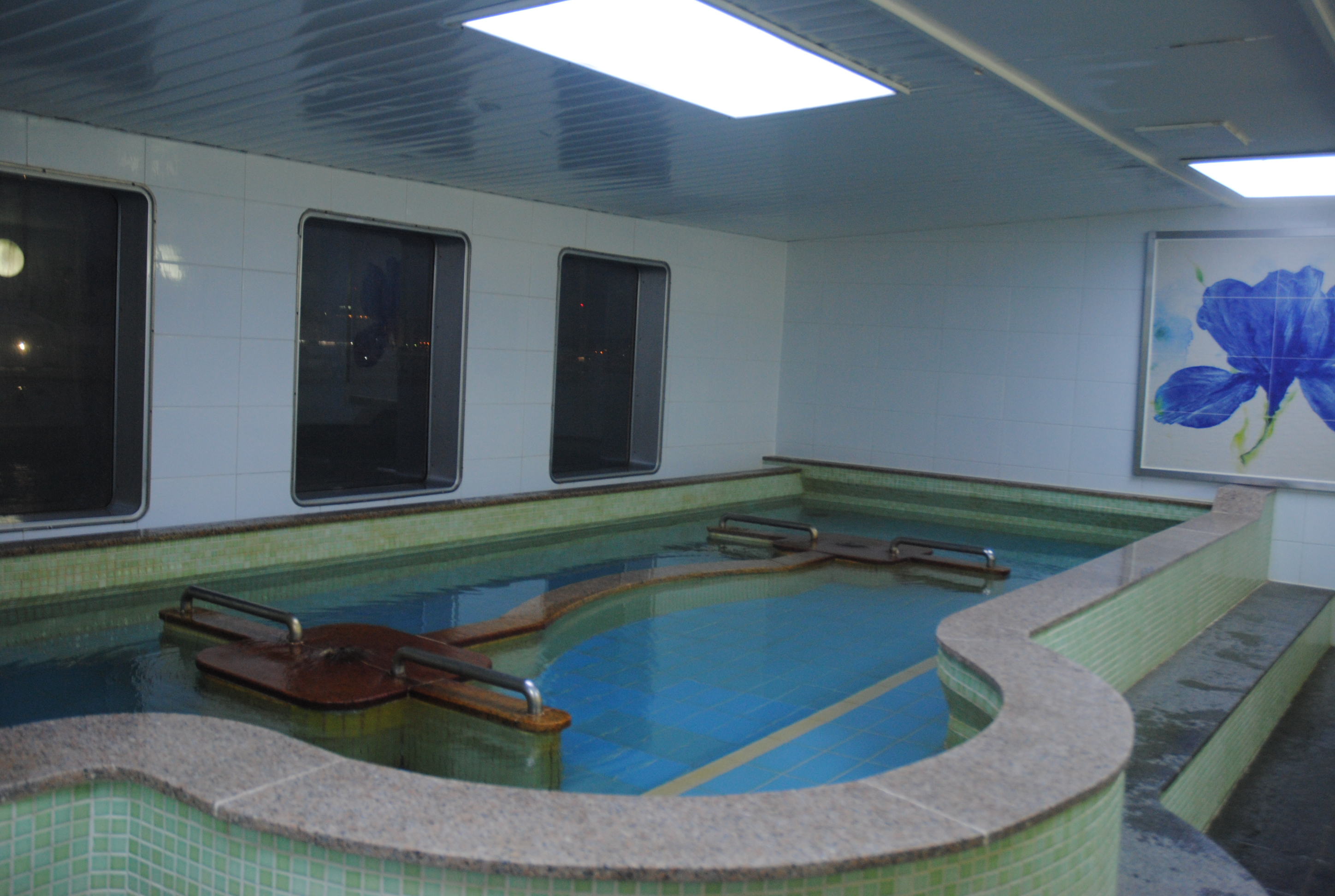
展望風呂